# 哈立德·本·苏尔坦·阿勒沙特

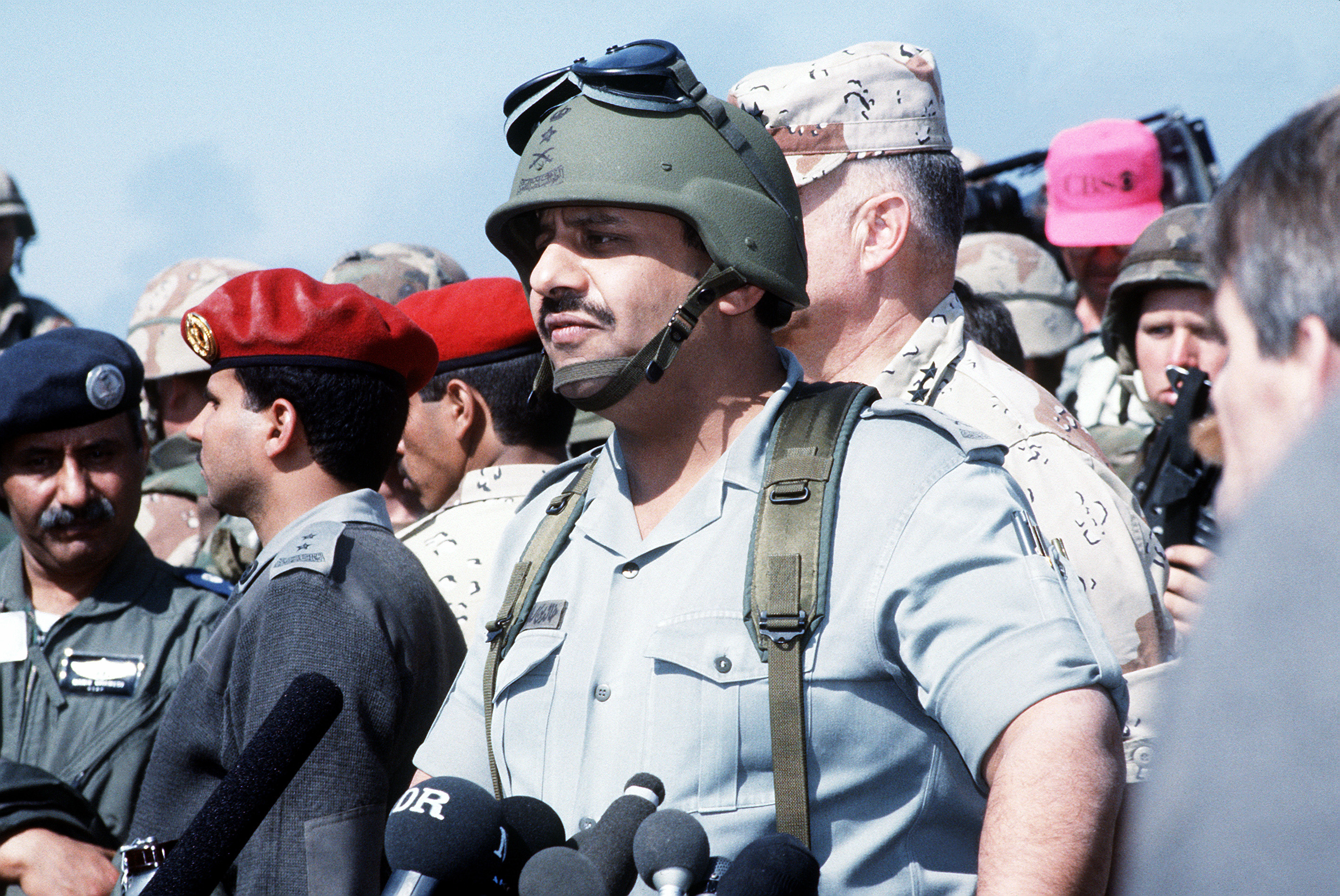
哈立德·本·苏尔坦·阿勒沙特

哈立德·本·苏尔坦·阿勒沙特（1949-），全称哈立德·本·苏尔坦·本·阿卜杜勒·阿齐兹·阿勒沙特亲王，沙特阿拉伯皇室成员，军事将领。
哈立德·本·苏尔坦·阿齐兹亲王及其家族与中国关系友好，在中国与沙特的战略导弹合作计划中扮演重要角色，为沙特成功地引进了东风系列导弹，被称为“沙特导弹之父”，促进了中沙外交关系。
海湾战争中，出任阿拉伯联军司令。曾出版自传《沙漠勇士：阿拉伯观点》一书，记述自己的军事生涯，特别是海湾战争的历史。
2001年1月至2011年11月间，出任沙特国防部助理部长。
2009年11月，领导了沙特对也门的军事干预。
2011年11月至2013年4月间，出任沙特国防部副部长。